# Берёзовый пятнистый пилильщик
Берёзовый пятнистый пилильщик, или арге тёмный (лат. Arge pullata) — вид перепончатокрылых из семейства аргиды.

## Описание
Пилильщики чёрной окраски с синеватым отливом, первые тергиты брюшка имеют лиловый оттенок. Самки (9,0-13,5 мм) немного больше самцов (7,5-9,5 мм). Вершины верхних челюстей красновато-коричневые. Щупики темно-коричневые. Отличается от близкого вида Arge enodis сильно вздутой головой по боками и задней части (за глазами). Крылья затемнённые. Взрослые личинки длиной до 22 мм. Куколка удлиненно-овальная, длиной от 10,5 до 15,5 мм.

## Экология
Личинки питаются листьями берез. В теле личинки содержится вещество лофиротомин, которое ядовито для млекопитающих (овец, крупного рогатого скота и собак). Самки откладывают яйца в зубчиках по краю листа. На одном листе может быть отложено до 25 яиц. Зимуют личинки в верхних горизонтах почвы.

## Распространение
Встречается по всей Евразии.